# Chris Kneifel
Christopher Scott "Chris" Kneifel (Chicago, Illinois, 23 april 1961) is een Amerikaans autocoureur. In 2001 won hij de 24 uur van Daytona. Ook heeft hij tussen 1982 en 1984 deelgenomen aan negentien Champ Car-races.

## Carrière
Kneifel maakte zijn autosportdebuut in 1981 in de Formule Atlantic. Na een jaar stapte hij in 1982 over naar de Champ Car, waarin hij voor het team Metametrix deelnam aan de races op de Riverside International Raceway en Road America. In 1983 reed hij het gehele seizoen voor Primus Racing. Twee achtste plaatsen op de Pocono Raceway en het Caesars Palace Grand Prix Circuit waren zijn beste resultaten. Met 19 punten werd hij zeventiende in de eindstand. Dat jaar nam hij ook deel aan de Indianapolis 500, waarin hij twaalfde werd. In 1984 stapte hij over naar het team Primus Racing, waar hij deelnam aan de eerste helft van het seizoen. Hij viel uit in de Indianapolis 500 en behaalde zijn beste race-uitslag op de Portland International Raceway met opnieuw een achtste plaats. Met 9 punten eindigde hij op plaats 29 in het klassement.
In de tweede helft van de jaren '80 en begin jaren '90 was Kneifel voornamelijk actief in de sportwagens. Hij nam tussen 1985 en 1991 deel aan de Trans-Am Series. In 1986 behaalde hij zijn eerste overwinning op Road Atlanta en werd hij achter Wally Dallenbach jr. en Pete Halsmer derde in het kampioenschap. Vervolgens wist hij pas in 1990 weer te winnen met zeges op Watkins Glen International en het Stratencircuit Saint Petersburg. Dit was zijn meest succesvolle jaar in de klasse, waarin hij achter Tommy Kendall als tweede eindigde. Na 1991 stopte hij grotendeels met de autosport, alhoewel hij in 1995 een korte comeback had in de Trans-Am Series, waarin hij drie races reed.
In 1999 keerde Kneifel terug als fulltime coureur met zijn deelname aan de nieuwe American Le Mans Series. Hij reed in deze klasse als fabriekscoureur van Corvette. Hij behaalde drie podiumplaatsen en werd twaalfde in de eindstand. In 2000 stond hij twee keer op het podium en werd hij achttiende. Tevens nam hij dat jaar deel aan zijn enige 24 uur van Le Mans. Voor het fabrieksteam van Corvette werd hij, samen met Ron Fellows en Justin Bell, vierde in de GTS-klasse. In 2001 reed hij zijn laatste race tijdens de 24 uur van Daytona, die hij samen met Fellows, Franck Fréon en Johnny O'Connell wist te winnen. Na zijn carrière als coureur was hij tussen 2001 en 2004 actief als wedstrijdleider van de Champ Car.